# Пешчани црви Дине
Пешчани црви Дине (енгл. Sandworms of Dune) је научнофантастични роман из 2007. године, америчких писаца Брајана Херберта и Кевина Џ. Андерсона, који представља другу од две књиге коју су њих двојица написали да би довршили оригинални серијал Дина Френка Херберта. Заснован је на белешкама које је Френк Херберт направио за оно што је назвао Дина 7, свој планирани седми роман у серијалу. Роман Пешчани црви Дине објављен је 7. августа 2007. године.

## Радња

### Крај се ближи
Путници не-брода Итака настављају своју скоро две деценије дугу потрагу за новим домом, док Данкан Ајдахо избегава тахионску мрежу старог пара Данијела и Марти, за које се сада зна да су Омнијус и Еразмус, вође машина које мисле. Међу путницима Итаке су и младе голе Пола Атреида, госпе Џесике и других. У међувремену у Старом царству, мајка заповедница Мурбела из Новог сестринства покушава да уједини човечанство за последњу борбу против машина које мисле. Нови лице-играчи настављају да се инфилтрирају у главне организације Старог царства на свим нивоима, пошто су послали своје голе Пола Атреида (званог Паоло) и барона Владимира Харконена у престоницу машина које мисле, Синхронију.
На наговор инфилтрираних лице-играча, Свемирски еснаф је почео да замењује своје навигаторе са иксијанским навигационим уређајима и прекида снабдевање навигатора меланжом. Навигатор Едрик и његова фракција су наручили од Вафа, несавршено пробуђеног голе ког је Еснаф спасио од напада Бенегесериткиња на Бандалонгу, да створи „напредне” пешчане црве способне да произведу меланж који им је очајнички потребан. Он то постиже тако што мења ДНК пешчане пастрмке и ствара нову врсту црва отпорну на воду, који се затим пуштају у океане Бузела. Прилагођавајући се свом новом окружењу, ови „морски црви” брзо се развијају и размножавају, на крају производећи високо концентрисан облик зачина, назван „ултразачин”.
У међувремену, Мурбела налаже Иксу да копира деструктивне уништаваче планета Уважених матера за употребу на флоти ратних бродова које је наручила од Еснафа. Међутим, Икс сада тајно контролише Кроне, вођа лице-играча; иако наизглед ради за Омнијуса, он планира сопствену заверу о доминацији лице-играча над универзумом. Омнијусове снаге почеле су да нападају свет за светом, на некима ослобађајући смртоносни вирус. Зараза машина које мисле стиже и на Каптол и осакаћује Сестринство, али оне успевају да окупе уједињено човечанство како би пружили отпор.
На броду Итака, Шијана поново покреће пројекат гола. Голе Серене Батлер, Гурнија Халека и Ксавијера Харконена расту у акслотл резервоарима, али бивају отроване, што убија и фетусе и резервоаре. Сумња се на саботере, јер су многи системи на броду такође отказали. Скајтејл, последњи господар Тлеилакса, коначно буди сећања на прошлост сопственог голе, након чега умире. Голе Велингтона Јуа, Стилгара и Лијет-Кајнса враћају своја сећања кроз разна трауматска искуства. Очајнички желећи да попуне своје залихе, Итака слеће на планету Келсо, свет који се полако тераформише у пустињску планету деловањем пешчаних црва које су годинама раније довеле Бенегесериткиње. Стилгар и Лијет-Кајнс одлучују да остану да помогну домороцима да успоре надирање пустиње и припреме их за неизбежно.

### Климакс
Након што је успешно завршио своје покушаје да створи нову врсту пешчаног црва, Ваф моли Едрика да га врати на уништену планету Ракис како би могао да проведе оно мало времена што му је преостало покушавајући да тамо поново насели црве. Без успеха, Ваф се помирује са неуспехом и спрема се да умре; како последњи од његових примерака пешчаних црва умиру, десетак правих пешчаних црва избија испод површине. Ваф схвата да је бисер свести Лета II, који сваки пешчани црв носи, предвидео напад Уважених матера на Ракис и натерао их да се закопају дубоко испод површине планете како би преживели. Знајући да је планета почела да оздравља, Ваф дозвољава једном црву да га прогута, радујући се што се његов пророк коначно вратио. У међувремену, Едрика и ултразачин пресреће Кроне, који узима зачин и убија навигатора.
На крају се открива да су саботери на не-броду били Рабин и гола Туфира Хавата, који су убијени на планети дресера и замењени лице-играчима. У хаосу који је уследио након открића лице-играча, Итака је заробљена тахионском мрежом. Мајлс Тег жртвује свој живот у неуспешном покушају да спречи њихово заробљавање, а Итака је доведена у Синхронију. У сусрет им долази група коју предводи гола Владимира Харконена. Видевши том приликом голу младе Алије Атреид, он је одмах убије: оригинална Алија је убила њега 5.000 година раније. Голе Пола, госпе Џесике, Чани и Јуа затим су одведене пред Омнијуса и Еразмуса.
Омнијус објашњава да му је, да би комплетирао своју доминацију над човечанством, потребан супериорнији Квизац Хадерах од двојице Полових гола. Паоло и Пол су приморани на двобој, током којег је Пол наизглед смртно рањен. Победоносни Паоло конзумира ултразачин; схрван брзим дејством савршеног далековидног вида, он пада у кому. Пол, уз помоћ Јуа, Чани и Џесике, полако враћа своја прошла сећања и успева да поправи штету на свом телу користећи физиолошку контролу Бенегесериткиња. Претварајући се да жели да помогне Паолу, Ју се освети убијајући барона Харконена, који је мучио и убио Јуову жену Вану у њиховим претходним инкарнацијама.
Док се ово дешава, Мурбела је окупила све нове бродове и коначно је спремна да лансира своју флоту против Омнијусове надолазеће армаде. Али уништавачи и иксијански навигациони уређаји одједном отказују, а Мурбела схвата да су саботирани. Када се чини да је пораз од стране машина које мисле неизбежан, појављује се Пророчица Времена са хиљаду бродова којима управљају еснафски навигатори и почиње да напада машине. Овај напад уништава највећи део машинске флоте. Пророчица тада говори Мурбели да она иде у Синхронију да заустави Омнијуса једном заувек; она савија свемир, а визуелна манифестација Пророчице се појављује у просторији у којој су се Пол и Паоло борили. Пророчица затим уништава сваки аспект Омнијуса и заувек преноси свеум у другу димензију.

### Крајњи Квизац Хадерах
Шијана и млади гола Лета II ослобађају пешчане црве из Итакиног товарног простора, а црви праве пустош у Синхронији. Лето II враћа своја сећања, и након што је битка завршена, говори Шијани да сада мора да се врати у постојање налик сну. Он улази у стомак највећег црва, Монарха, а седам црва се увијају и спајају у једног џиновског суперцрва пре него што зароне дубоко у земљу.
Након борбе са машинама које мисле напољу са Шијаном, Данкан улази у одају где Пол, који се опоравља, са сада обновљеним сећањима, открива да је Данкан последњи Квизац Хадерах, који је еволуирао и усавршио себе кроз хиљаде година поновног рађања у виду голе и измене ДНК. Еразмус, независни робот, објашњава да је он био главни ум иза обнове Синхронизованих светова. Побуњени Кроне изјављује да универзум сада припада његовим лице-играчима, пошто су и људи и машине осакаћени. Забављен Кронеовим покушајем да преузме власт, Еразмус објашњава да је уградио систем гашења у све лице-играче. Еразмус убија Кронеа и његову дружину — а затим и све побољшане лице-играче широм универзума — једноставним притискањем менталног прекидача. Непосредна смрт толиког броја лице-играча открива колико су се инфилтрирали у људско друштво. Еразмус тада нуди Данкану избор. Пошто су и људи и машине које мисле претрпеле велике жртве, Данкан може да изабере или уништење за једну страну или опоравак за обе. Одабравши мир уместо победе, Данкан и Еразмус спајају умове. Робот преноси Данкану све кодове потребне за вођење Синхронизованих светова, као и сво своје знање; Данкан сада стоји као мост између људи и машина. Пошто му је сада остало мало разлога за постојање, Еразмус поново изражава жељу да научи све што је могуће о томе шта то значи бити човек — тражи од Данкана да му помогне да умре. Док Данкан гаси Еразмуса, он дели са роботом једну од многих смрти које је доживео.
У Старом царству, Мурбелине снаге се спремају да нападну Омнијусов други талас напада када се машине изненада зауставе. Пошто је Пророчица уништила Омнијуса, навигатор доводи Мурбелу у Синхронију. Она и Данкан се поново срећу, а он објашњава своју намеру да оконча поделу између људи и машина које мисле — ове две врсте ће коегзистирати. Данкан даје Синхронију Шијани за њено Правоверно сестринство, док се враћа са Мурбелом да помогне у вођењу новог начина заједничког живота људи и машина.

### Епилог
На Келсу, голе Стилгара и Лијет-Кајнса настављају да помажу у покушају да задрже пустињу која се шири, док истовремено уче становнике планете како да се прилагоде променама које ће неизбежно доћи. Под Данкановом контролом, конвој машина које мисле слеће на планету; Данкан нуди голама помоћ машина у спречавању ширења пустиње. Он говори Стилгару и Кајнсу да ће, баш као што је он постао и човек и машина, Келсо постати и пустиња и шума.
На Каладану, голе госпе Џесике и Велингтон Јуа су се вратили у древни замак Атреида. Након што су уклонили све трагове бароновог боравка, њих двоје разговарају о томе како ће наставити са својим животима. Са њима на планети је и непробуђени десетогодишњи гола војводе Лета. Радујући се времену када ће се његова сећања вратити, госпа Џесика проналази утеху у чињеници да ће поново бити са својим војводом.
Уз Скајтејлову помоћ, Шијана и Правоверно сестринство у Синхронији су поново успоставили древни бенегесеритски програм узгоја, решивши да више никада не узгајају другог Квисца Хадераха. Поред себе, Шијана има голу младе Серене Батлер, хероине Батлеријског џихада. Заједно са голама господара Тлеилакса, Скајтејл одгаја и жене њихове врсте из новооткривених ћелија, обећавајући да никада више неће бити присиљене да постану акслотл резервоари, у нади да ће то спречити стварање осветољубивог непријатеља налик Уваженим матерама, а такође се заклиње да никада више неће дозволити господарима да покваре народ Тлеилакса.
На планети Ракис која се опоравља после уништења, пробуђене голе Пола и Чани покушавају да врате планети њену бившу славу. Сада када је Пол у стању да јој посвети сву своју пажњу, Чани примећује да је коначно научио како да се понаша према својој жени. Пол потврђује своју љубав према Чани, говорећи јој да је воли више од 5.000 година.

## Пријем
Роман је био комерцијално успешан, а похвалила га је Џеки Касада из Library Journal-а:
Као дело комплексне структуре, које пак ни у једном тренутку није напорно за читање, овај наставак Ловаца Дине плете све нити започете у Капитолу и приводи крају сагу о планетарном рођењу и смрти и људској храбрости и охолости. Истовремено, аутори су оставили простора за даља истраживања једног од најтрајнијих светова научне фантастике. Топло се препоручује за све СФ колекције.
Насупрот томе, Publishers Weekly је критиковао роман због начина писања и приповедања:
Дугогодишњи сарадници Херберт и Андерсон поставили су себи озбиљан изазов — и, на крају, нису успели да га испуне — у овом дуго очекиваном закључку оригиналног циклуса Дине (након Ловаца Дине из 2006) [...] Иако је темпо брз и ретке акционе сцене пуцкетају од напетости, само два споредна лика — голе, односно млади клонови са обновљеним сећањима, сучки лекар Велингтон Ју и богоцар Лето II — добијају праву дубину. Сви остали су превише заузети реаговањем на углавном ирелевантне подзаплете попут саботаже на броду Итака, заразе која уништава планету Капитол и генетског инжењеринга морских пешчаних црва. Дугачак врхунац се ослања на најмање четири узастопна deus ex machina вида спасавања... Љубитељи серијала ће годинама расправљати о заслугама романа; други ће бити донекле разочарани.